# Baie de Hiroshima

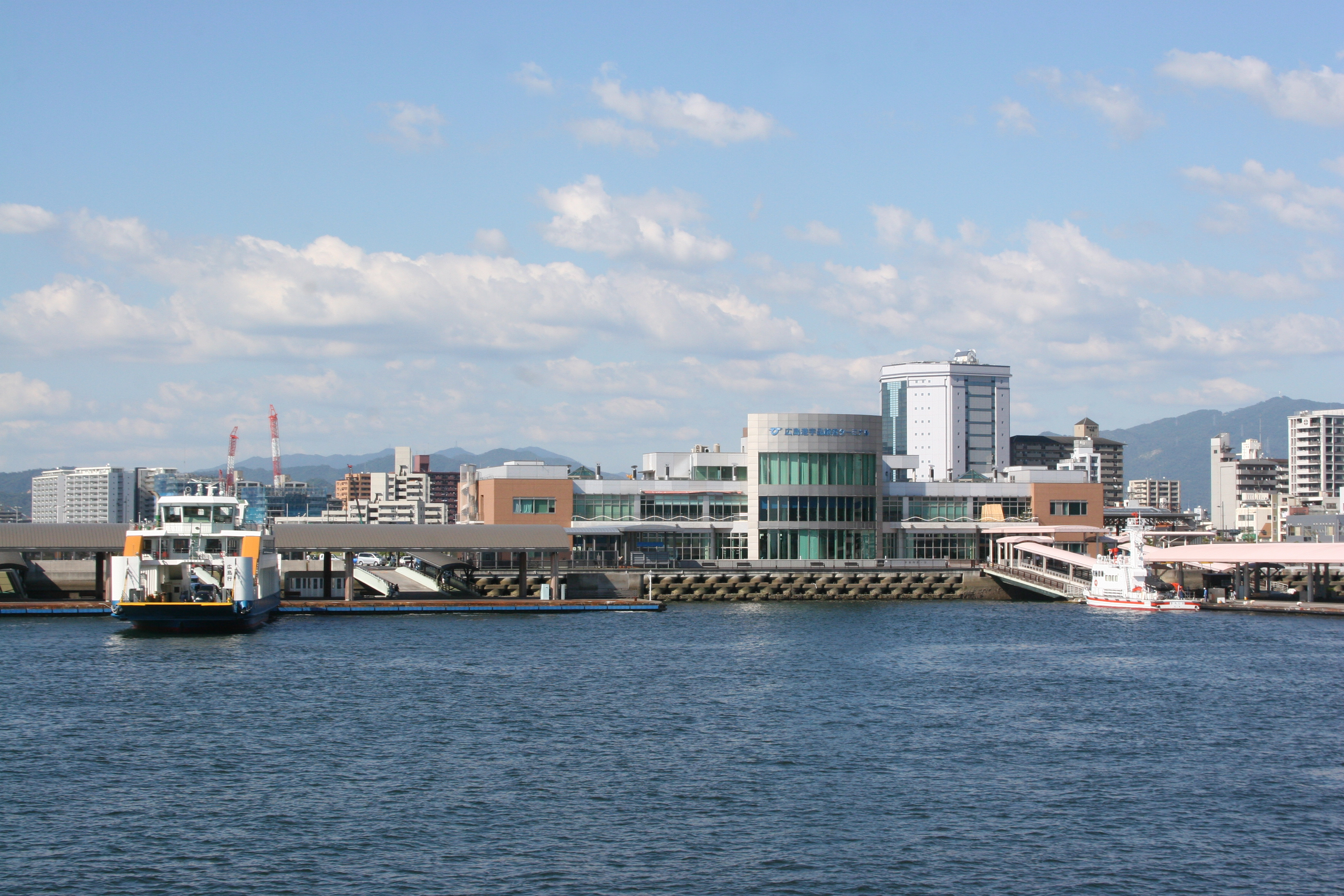
Port de Hiroshima

La baie de Hiroshima (広島湾, Hiroshima-wan) est une baie dans la mer intérieure de Seto au Japon. Du point de vue administratif, la baie est divisée entre les préfectures de  Hiroshima et Yamaguchi. La rive de la baie est une ria. Sa superficie est d'environ 1 000 km2 avec une profondeur moyenne de 25 m.

## Municipalités
- Kure, (Hiroshima)
- Saka (Hiroshima)
- Kaita, (Hiroshima)
- Fuchū, (Hiroshima)
- Hiroshima
- Hatsukaichi, (Hiroshima)
- Ōtake, (Hiroshima)
- Etajima, (Hiroshima)
- Waki (Yamaguchi)
- Iwakuni, (Yamaguchi)

## Principales rivières
- Kyobashi-gawa
- Motoyasu-gawa
- Ōta-gawa
- Oze-gawa
- Tenma-gawa

## Îles principales
- Kanawa-jima
- Tōge-jima
- Ninoshima
- Enoshima
- Eta-jima
- Hashira-jima
- Ōnasabi-jima (Ōnasamitō)
- Ogurokami-jima
- Nomi-jima
  - Nomi-jima ouest
  - Nomi-jima est
- Ōkurokamishima
- Kurahashi-jima
- Nasake-jima
- Atata-jima
- Inoko-jima
- Itsukushima
- Nagashima
- Okinoshima
- Kabuto-jima